# Justin Kerrigan
Justin Kerrigan (* 1974 in Cardiff, Wales, Vereinigtes Königreich) ist ein britischer Drehbuchautor und Regisseur. Internationale Bekanntheit erlangte er 1998 durch seinen Film Human Traffic.

## Filmografie
- 2008: I know you know
- 1998: Human Traffic
- 1996: Pubroom Paranoia

## Auszeichnungen
- 1997: Bermuda International Film Festival (Preis der Jury für Human Traffic)
- 1996: BAFTA Cymru Award (bester Regisseur für Human Traffic)